# 1001 'TIME WARP'
《2025 TEN JAPAN TOUR 1001 MOVEMENT ‘STUNNER’》는 대한민국의 음악 그룹 NCT의 멤버 텐의 첫 번째 일본 전국 콘서트 투어이다.

## 개요
2025년 3월 8일, NCT 일본 공식 홈페이지는 텐의 첫번째 일본 콘서트 투어 일정을 발표하였으며, 티켓 예매는 일반 예매에 앞서 3월 7일부터 12일까지 Wayzeni-JAPAN 1차 선행 예매가, 29일에는 2차 예매가 연이어 진행되었다.

## 투어 일정
| 일정            | 도시       | 장소                        | 관객 동원    |
| --------------- | ---------- | --------------------------- | ------------ |
| 2025년 5월 1일  | 대판       | 그랑 큐브 오사카            | 통산 6,000명 |
| 2025년 5월 2일  | 대판       | 그랑 큐브 오사카            | 통산 6,000명 |
| 2025년 5월 4일  | 후쿠오카   | 후쿠오카 선 팰리스          | 2,300명      |
| 2025년 5월 17일 | 다치카와시 | 타치가와 스테이지 가든      | 통산 4,000명 |
| 2025년 5월 18일 | 다치카와시 | 타치가와 스테이지 가든      | 통산 4,000명 |
| 2025년 5월 24일 | 나고야시   | 나고야 국제회의장 센츄리 홀 | 통산 3,000명 |
| 2025년 5월 25일 | 나고야시   | 나고야 국제회의장 센츄리 홀 | 통산 3,000명 |
| 2025년 5월 30일 | 동경       | 라인 큐브 시부아            | 통산 4,000명 |
| 2025년 5월 31일 | 동경       | 라인 큐브 시부아            | 통산 4,000명 |

## 세트 리스트
- Opening VCR -
- Dangerous
- Burn It Up (JP)
- All Good (JP)
- Lie With You
- Living Now (JP)
- Enough For Me

- Ment -

- VCR #2 -
- Shadow
- Sweet As Sin
- Flash (JP)
- Slience (JP)

- Ment -
- Butterfly
- Birthday
- Water

- VCR #3 -
- ON TEN
- STUNNER

- Ment -
- Nightwalker
- BAMBOLA

- Encore VCR -
- Paint Me Naked

- Ment -
- 夢の続き (JP/꿈의 연속)
- Waves

## 제작
- 기획·제작 : 스트림 미디어 코퍼레이션, 에이벡스 라이브 크리에이티드